# Hồ Tanganyika
Hồ Tanganyika là một hồ lớn ở châu Phi (3° 20' tới 8° 48' Nam và từ 29° 5' tới 31° 15' Đông). Hồ này được coi là hồ nước ngọt lớn thứ hai Châu Phi và là hồ sâu thứ hai, sau Hồ Baikal ở Siberia. Hồ này nằm trong lãnh thổ 4 nước – Burundi, Cộng hòa Dân chủ Congo, Tanzania và Zambia, trong đó Cộng hòa Dân chủ Congo (45%) và Tanzania (41%) là 2 nước làm chủ phần lớn hồ. Nước từ hồ chảy vào hệ thống sông Congo rồi cuối cùng vào Đại Tây Dương.

## Địa lý

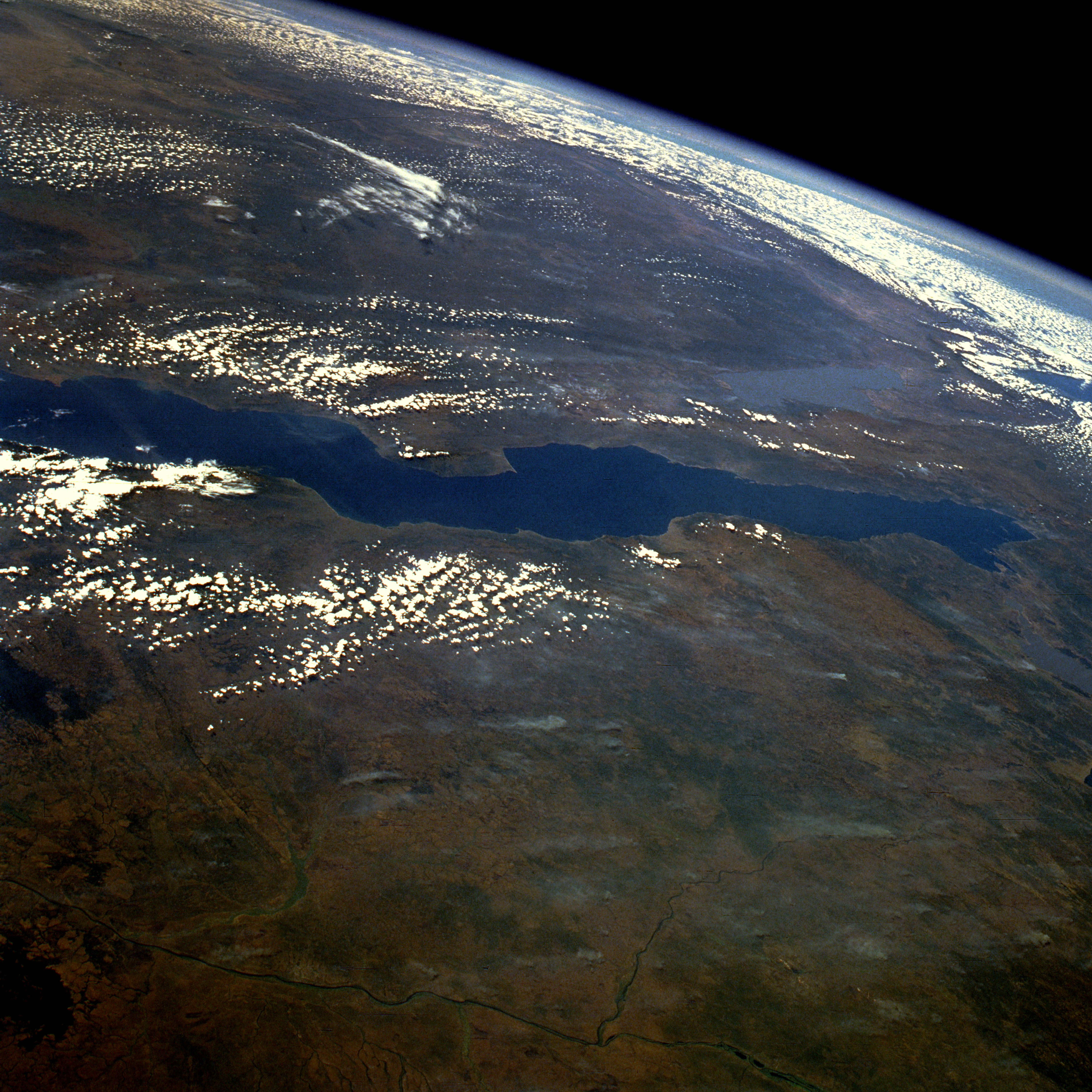
Hồ Tanganyika nhìn từ không gian, tháng 6/1985

Hồ nằm tại điểm tách giãn phía tây (West Rift) của Thung lũng tách giãn Lớn hình thành bởi khe tách giãn kiến tạo Đông Phi (tectonic East African Rift), và giới hạn bởi các vách lớn của thung lũng. Đây là hồ tách giãn lớn nhất ở châu Phi và là hồ có diện tích lớn thứ nhì ở châu lục, đồng thời cũng là hồ sâu nhất châu Phi và chứa lượng nước ngọt nhiều nhất. Nó trải dài 673 km theo hướng bắc-nam và rộng trung bình khoảng 50 km. Hồ có diện tích 32.900 km², với đường bờ dài 1.828 km và độ sâu trung bình 570 mét (1.870 ft). Độ sâu tối đa của hồ là 1,470 mét (4,82 ft) (ở lưu vực phía bắc). Hồ có dung tích ước lượng 18.900 km³ (4.500 dặm khối). Nhiệt độ trung bình ở mặt hồ là 25 °C và độ pH trung bình 8.4. Thêm vào đó, ở độ sâu 500 m dưới nước có một lớp trầm tích khoảng 4.500 m trên nền đá.
Độ sâu lớn và vị trí ở vùng nhiệt đới của hồ có tác dụng ngăn ngừa việc luân chuyển các khối nước ở các độ sâu thấp hơn của hồ, các khối nước này được gọi là nước chôn vùi (fossil water) và thiếu oxy. Khu vực dẫn nước vào hồ rộng 231.000 km², với 2 sông chính cùng nhiều sông nhỏ và các dòng suối chảy vào hồ (do các núi dốc giữ cho khu vực thoát nước hẹp), và một sông chính thoát nước đi - sông Lualaba - chảy vào hệ thống thoát nước sông Congo.
Các sông chính chảy vào hồ gồm sông Ruzizi chảy vào phía bắc hồ từ Hồ Kivu, và sông Malagarasi, sông lớn thứ nhì của Tanzania, chảy vào phía đông của hồ.

## Sinh vật học

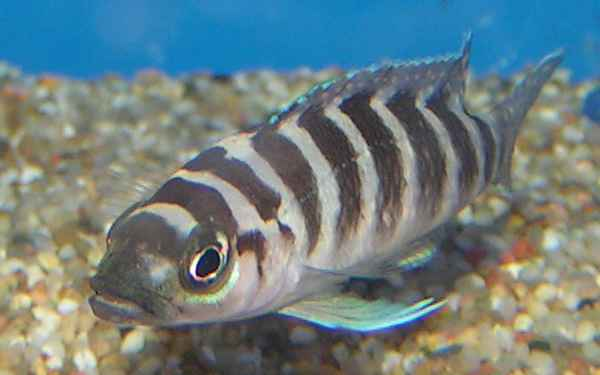
Neolamprologus cylindricus: Một trong các loại cá ở hồ Tanganyika

Trong hồ có ít nhất 250 loại cá cichlid và 150 loại cá không thuộc loại cá cichlid, phần lớn sống dọc theo bờ hồ, trong vùng nước sâu khoảng 600 foot (180 m). Do đó, hồ Tanganyika là một nguồn sinh vật quan trọng để nghiên cứu sự hình thành loài trong quá trình tiến hóa. Tuy nhiên, lượng lớn cá sống ở khu vực giữa hồ và gồm 6 loài chính: 2 loài cá "Tanganyika sardine" và 4 loài cá lates ăn thịt động vật (có quan hệ, nhưng không giống cá pecca sông Nile, đã tàn phá cá cichlid của hồ). Đại đa số (98%) các loài cá cichlid của hồ là loài đặc hữu (đặc sản địa phương) và nhiều loài, như cá từ loại Tropheus màu sáng, được giới nuôi cá trong hồ kính đánh giá cao. Trong hồ cũng có nhiều loài không xương sống, nhất là các động vật thân mềm, cua, tôm, bộ động vật chân kiếm, sứa, đỉa vv...

## Công nghiệp đánh bắt cá

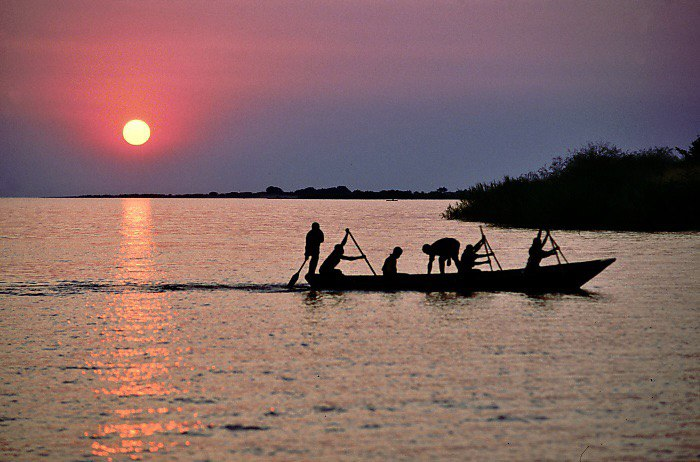
Các ngư dân trên hồ Tanganyika

Ước lượng khoảng 25–40% protein trong thức ăn thường ngày của khoảng 1 triệu dân sống chung quanh hồ là từ cá trong hồ.
Hiện nay khoảng 100.000 dân sống bằng nghề chài lưới từ khoảng 800 nơi. Hồ cũng là nơi quan trọng sống còn cho khoảng 10 triệu dân sống ở lưu vực hồ.
Cá hồ Tanganyika được xuất cảng qua vùng Đông Phi. Việc buôn bán cá bắt đầu từ giữa thập niên 1950. Năm 1995 lượng cá đánh bắt là khoảng 180.000 tấn. Tuy nhiên kỹ nghệ đánh bắt cá – phát triển mạnh từ thập niên 1980 – sau này đã suy sụp.

## Vận tải
Có 2 tàu phà chở hàng và người dọc bờ phía đông của hồ - tàu phà MV Liemba giữa Kigoma và Mpulungu, và tàu phà MV Mwongozo, chạy giữa Kigoma và Bujumbura.
- Thành phố cảng Kigoma là điểm đầu của tuyến xe lửa từ Dar es Salaam ở Tanzania.
- Thành phố cảng Kalemie là điểm đầu của mạng lưới đường xe lửa của Cộng hòa Dân chủ Congo.
- Thành phố cảng Mpulungu là điểm đầu được đề nghị của tuyến đường xe lửa của Zambia.[6]

## Lịch sử
Những người phương Tây đầu tiên tìm ra hồ là hai nhà thám hiểm người Anh Richard Burton và John Speke, năm 1858. Họ phát hiện ra hồ khi đi tìm đầu nguồn sông Nile. Speke tiếp tục dò tìm và tìm thấy nguồn thực: Hồ Victoria.

### Chiến tranh thế giới thứ nhất
Hồ này là chiến trường của 2 trận đánh nổi tiếng trong Chiến tranh thế giới thứ nhất.
Với sự giúp đỡ của Graf von Götzen (đặt tên theo bá tước Gustav Adolf Graf von Götzen), thống đốc cũ của vùng Đông Phi thuộc Đức, người Đức đã hoàn toàn kiểm soát hồ trong giai đoạn đầu của cuộc chiến. Tàu thủy được dùng làm cả phà chở người và hàng hóa qua hồ và cũng dùng làm căn cứ để tung ra các cuộc tấn công bất ngờ vào các đội quân Đồng Minh.
Vì thế buộc các lực lượng Đồng Minh phải chiếm quyền kiểm soát hồ. Dưới quyền chỉ huy của Geoffrey Spicer-Simson, Hải quân Hoàng gia Anh đã hoàn thành nhiệm vụ đem 2 thuyền máy võ trang Mimi và Toutou từ Anh sang hồ bằng xe lửa, đường bộ và đường sông tới thành phố Kalemie trên bờ phía tây của hồ Tanganyika. Hai thuyền này đã chờ tới tháng 12 năm 1915, và làm một cuộc tấn công bất ngờ vào quân Đức bằng việc bắt giữ tàu chiến nhỏ Kingani. Tàu chiến khác của Đức Hedwig, bị đánh chìm trong tháng 2 năm 1916, chỉ còn lại tàu Götzen là tàu duy nhất của Đức dùng kiểm soát hồ.
Do củng cố được vị trí ở hồ, quân Đồng Minh tiến về Kigoma bằng đường bộ, và người Bỉ thiết lập một căn cứ không quân trên bờ phía tây của hồ tại thành phố Albertville. Từ căn cứ này, họ đã làm cuộc ném bom các vị trí của quân Đức ở Kigoma và khu vực chung quanh trong tháng 6 năm 1916. Không rõ tàu chiến Götzen có bị trúng bom không (người Bỉ nói có, người Đức phủ nhận), nhưng khí thế của Đức bị suy giảm và cuối cùng tàu đó bị tháo gỡ hết súng để dùng cho nơi khác.
Giai đoạn này, cuộc chiến trên hồ tới lúc bế tắc: cả hai phe đều không tấn công. Tuy nhiên, cuộc chiến trên bộ diễn tiến mạnh, có lợi cho quân Đồng Minh. Họ đã cắt đứt giao thông trên tuyến đường xe lửa trong tháng 7 năm 1916 và cô lập hoàn toàn Kigoma, khiến cho chỉ huy trưởng quân Đức Gustav Zimmer phải bỏ thành phố, rút về phía nam. Để tránh cho tàu chiến rơi vào tay quân Đồng Minh, Zimmer đã đánh đắm tàu này ngày 26.7.1916. Tàu này sau đó được vớt lên, sửa chữa và đặt tên lại là MV Liemba dùng làm tàu phà vận tải.

### Che Guevara
Năm 1965 nhà cách mạng người Argentina Che Guevara đã sử dụng khu bờ phía tây của hồ này làm trại huấn luyện cho lực lượng du kích ở Congo. Từ trại này, Che và lực lượng của ông ta đã tìm cách lật đổ chính phủ, nhưng rút cuộc phải rút lui, sau gần một năm, vì Cơ quan An ninh Quốc gia Hoa Kỳ (NSA) đã giám sát ông ta suốt thời gian đó và giúp lực lượng chính phủ trong việc phục kích quân du kích của ông ta.

### Lịch sử hiện đại
Năm 1992 hồ Tanganyika được đưa vào loạt phim tài liệu Pole to Pole (8 tập). Nhà làm phim tài liệu Michael Palin của đài BBC đứng trên tàu MV Liemba chạy qua hồ.
Từ năm 2004, hồ này là tâm điểm của nhiều sáng kiến về nước và thiên nhiên do Liên minh Bảo tồn Thiên nhiên Quốc tế IUCN khởi xướng. Dự án đặt ra trong 5 năm với phí tổn 27 triệu dollar, nhằm giám sát tài nguyên và tình trạng của hồ, đặt ra các tiêu chuẩn chung cho mức trầm tích, sự ô nhiễm có thể chấp nhận và chất lượng nước nói chung và thiết lập cơ quan quản lý lưu vực hồ.
Hồ này được xác định là nơi người ta đã nhìn thấy cá sấu ăn thịt người Gustave xuất hiện. Gustave đã giết nhiều người trong nhiều năm và các nhà khoa học quan tâm nghiên cứu nó để hiểu rõ tập tính của nó.